# Johnny Burnette
John Joseph “Johnny” Burnette (Memphis, 25 maart 1934 – Clear Lake, 14 augustus 1964) was een Amerikaanse rockabilly-artiest.

## Biografie

### Jonge jaren
Burnette was het tweede kind van Willie May en Dorsey Burnette sr. Zijn oudere broer heet Dorsey Burnette.
Johnny was een sportieve jongeman. Zo deed hij aan boksen, basketbal en voetbal. Bij het boksen behaalde hij de titel ‘Golden Gloves Divisional Championship’ in de categorie lichtgewichten.

### Muziekcarrière
Op zijn vijfde leerde Burnette gitaar spelen, en ging samen met zijn broer Dorsey zingen en gitaar spelen voor de poorten van de ‘Humes Highschool’. Al snel kregen ze gezelschap van onder anderen Bill Black, Scotty Moore en zelfs Elvis Presley. Toen Johnny wat ouder werd, stichtte hij zijn eigen highschoolband en speelde hij op diverse benefieten. Tevens maakte hij zijn eerste grote publieke opwachting op de militaire basis van Millington.

### The Rock and Roll Trio
Samen met zijn broer Dorsey Burnette en zijn collega Paul Burlison vormde Burnette vanaf 1951 The Rhythm Rangers. Ze werden bekend als 'The Dalton Gang', omdat hun optredens dikwijls op een gevecht eindigde.
Johnny en Dorsey waren ook de uitvinders van de term 'rockabilly'. Ze maakten namelijk een lied, "Rock Billy Boogie", geïnspireerd op hun twee peuters Rocky en Billy. Algauw werd hierdoor het muziekgenre 'rockybilly' uitgevonden, wat later veranderd werd in 'rockabilly', omdat dat beter zou klinken. Ondanks dat de broeders Burnette ondertussen al een eigen film en tv-show hadden, wilden ze nog meer. In 1956 verhuisden ze daarom naar New York. Daar deden ze mee aan een talentenjacht: Ted Mack & The Original Amateur Hour. Ze wonnen een platencontract en veranderen hun naam in 'The Rock and Roll Trio'. Hun hits vielen in de smaak en werden dan ook vaak gecoverd. Zo namen The Beatles een versie van "Lonesome Tears in My Eyes" op.

### Solocarrière
Nadat hun groep door een meningsverschil uit elkaar ging, probeerden Johnny en Dorsey het nu één keer als “The Burnette Brothers” met een single getiteld “Warm Love/My Hunny”. Dit werd geen succes.
Hierna schreef Burnette enkele liedjes voor de zanger Ricky Nelson, die stuk voor stuk een groot succes werden. Burnette wilde echter zelf ook succesvol worden. Dit lukte uiteindelijk met het door hemzelf geschreven nummer “Believe What You Say”, waarin hij gebruik maakte van een orkest. Meer dan anderhalf miljoen exemplaren werden verkocht en het nummer werd in 1958 verkozen tot beste country/western song van het jaar.
Een paar jaar later besloot hij het nummer Dreamin’ van Barry DeVorzon te coveren, maar de gitaren te vervangen door violen. Zijn versie van Dreamin’ belandde op de elfde plaats in de Billboard top 100. Enkele maanden later bereikte hij plaats acht met “You're sixteen”. In 1962 werd hij ook in Engeland populair omwille zijn tournee door Engeland met Garry U.S. Bonds en Gene McDaniels.

### Platenlabel ‘Magic Lamp’
In juli 1964 besloot Burnette om zijn platencontract bij Capitol Records te beëindigen, en hij maakt zijn eigen platenlabel ‘Sahara’. Omdat deze naam al bezet was, verandert de naam in ‘Magic Lamp’. Onder zijn eigen platenlabel maakt hij het nummer ‘Bigger Man/ Less than a Heartbeat’.

### Privéleven
Hij was de vader van de zanger Rocky Burnette, die in 1980 een hit scoorde met het nummer "Tired of toein' the line".

### Dood
Op de avond van 14 augustus 1964 kwam Johnny Burnette om het leven bij een bootongeluk. Hij voer met zijn vissersbootje op Clear Lake in Californië, en kwam in botsing met een cruiseschip. Johnny sloeg overboord waarna hij verdronk.